# 2011-es IIHF divízió I-es jégkorong-világbajnokság
A 2011-es IIHF divízió I-es jégkorong-világbajnokságot két csoportra bontva Magyarországon, és Ukrajnában rendezték április 17. és április 23. között. A világbajnokság mérkőzéseinek két helyszín adott otthont, a Papp László Budapest Sportaréna Budapesten, és a Kijevi Sportaréna Kijevben. A vb-n tizenegy válogatott vett részt.
A 2011-es világbajnokságokat követően a divízió I-ben és II-ben a csoportokat egymás alá-fölé rendelték. 2012-től a divízió I-es A csoportból az első két csapat jut fel az IIHF jégkorong-világbajnokságra, és egy csapat kiesik a divízió I-es B csoportba. A divízió I-es B csoportból egy csapat jut fel az divízió I-es A csoportba, és egy csapat kiesik a divízió II-es A csoportba.

## Résztvevők
A világbajnokságon az alábbi 11 válogatott vett részt. Japán visszalépett a világbajnokságtól.
A csoport
| Csapat        | Kvalifikáció módja                                                      |
| ------------- | ----------------------------------------------------------------------- |
| Olaszország   | Előző évben a főcsoport 15. helyén végzett és kiesett.                  |
| Magyarország  | Rendező, előző évben a divízió I B csoportjának 2. helyén végzett.      |
| Japán         | Előző évben a divízió I A csoportjának 3. helyén végzett.               |
| Hollandia     | Előző évben a divízió I A csoportjának 4. helyén végzett.               |
| Dél-Korea     | Előző évben a divízió I B csoportjának 5. helyén végzett.               |
| Spanyolország | Előző évben a divízió II A csoportjának 1. helyén végzett és feljutott. |

B csoport
| Csapat         | Kvalifikáció módja                                                      |
| -------------- | ----------------------------------------------------------------------- |
| Kazahsztán     | Előző évben a főcsoport 16. helyén végzett és kiesett.                  |
| Ukrajna        | Rendező, előző évben a divízió I A csoportjának 2. helyén végzett.      |
| Lengyelország  | Előző évben a divízió I B csoportjának 3. helyén végzett.               |
| Nagy-Britannia | Előző évben a divízió I B csoportjának 4. helyén végzett.               |
| Litvánia       | Előző évben a divízió I A csoportjának 5. helyén végzett.               |
| Észtország     | Előző évben a divízió II B csoportjának 1. helyén végzett és feljutott. |

### A magyar csapat
A világbajnokságra nevezett keret.
| #  | Név                 | Szül. dát. (Kor)     | Poszt  | Jelenlegi klub  |
| -- | ------------------- | -------------------- | ------ | --------------- |
| 29 | Hetényi Zoltán      | 1988. február 18.    | kapus  | Sapa Fehérvár   |
| 31 | Szuper Levente      | 1980. június 11.     | kapus  | Arizona Sundogs |
| 4  | Horváth András      | 1976. április 8.     | hátvéd | Sapa Fehérvár   |
| 5  | Szélig Viktor       | 1975. szeptember 22. | hátvéd | Briançon        |
| 6  | Tokaji Viktor       | 1977. január 11.     | hátvéd | Sapa Fehérvár   |
| 7  | Orbán Attila        | 1990. június 1.      | hátvéd | Sapa Fehérvár   |
| 8  | Hegyi Ádám          | 1986. július 16.     | hátvéd | Dab.Docler      |
| 14 | Pozsgai Tamás       | 1988. július 26.     | hátvéd | Dab.Docler      |
| 27 | Sille Tamás         | 1969. november 23.   | hátvéd | Vasas HC        |
| 2  | Kovács Csaba        | 1984. március 18.    | csatár | Sapa Fehérvár   |
| 9  | Benk András         | 1987. szeptember 3.  | csatár | Sapa Fehérvár   |
| 10 | Vas Márton          | 1980. március 2.     | csatár | Sapa Fehérvár   |
| 11 | Ladányi Balázs      | 1976. január 6.      | csatár | Sapa Fehérvár   |
| 15 | Galanisz Nikandrosz | 1988. július 14.     | csatár | Dab.Docler      |
| 16 | Kóger Dániel        | 1989. november 10.   | csatár | Laredo Bucks    |
| 18 | Sikorcin Ladislav   | 1985. október 14.    | csatár | HSC Csíkszereda |
| 20 | Sofron István       | 1988. február 24.    | csatár | Sapa Fehérvár   |
| 21 | Vas János           | 1984. január 29.     | csatár | Tingsryd        |
| 22 | Holéczy Roger       | 1976. október 19.    | csatár | Sapa Fehérvár   |
| 24 | Palkovics Krisztián | 1975. július 10.     | csatár | Sapa Fehérvár   |
| 25 | Magosi Bálint       | 1989. augusztus 15.  | csatár | Dab.Docler      |
| 28 | Bartalis István     | 1990. szeptember 7.  | csatár | Troja/Ljungby   |

- Szövetségi kapitány:  Ted Sator

## Eredmények
| Jelmagyarázat                                        |
| ---------------------------------------------------- |
| Feljutott a 2012-es IIHF jégkorong-világbajnokságra. |
| Kiesett a divízió II-be.                             |

### A csoport
| Nemzet        | M | Gy | HGy | HV | V | G+ | G- | Gk  | P  |
| ------------- | - | -- | --- | -- | - | -- | -- | --- | -- |
| Olaszország   | 4 | 3  | 1   | 0  | 0 | 15 | 5  | +10 | 11 |
| Magyarország  | 4 | 3  | 0   | 1  | 0 | 29 | 11 | +18 | 10 |
| Dél-Korea     | 4 | 1  | 0   | 1  | 2 | 11 | 18 | –7  | 4  |
| Hollandia     | 4 | 1  | 0   | 0  | 3 | 16 | 18 | –2  | 3  |
| Spanyolország | 4 | 0  | 1   | 0  | 3 | 6  | 25 | –19 | 2  |

| 2011. április 17. 16:00 | Spanyolország | 0–2 (0–0, 0–1, 0–1) | Olaszország | Budapest Sportaréna, Budapest Nézőszám: 2900 |

| Jegyzőkönyv | Jegyzőkönyv   | Jegyzőkönyv                                         | Jegyzőkönyv    | Jegyzőkönyv               |
| --- | ------------- | --------------------------------------------------- | -------------- | ------------------------- |
| | Ander Alcaine | Kapusok                                             | Thomas Tragust | Játékvezető: Peter Lokšík |
| \| \| 0–1 \| 29:05 – P. Iannone (M. de Marchi, N. Plastino) (PP) \| \| \| 0–2 \| 49:53 – A. Helfer (A. Hofer, A. Egger) (PP) \| |               |                                                     |                | Játékvezető: Peter Lokšík |
| 12 perc | Büntetések    | 12 perc                                             |                | Játékvezető: Peter Lokšík |
| 8 | Lövések       | 60                                                  |                | Játékvezető: Peter Lokšík |
| | 0–1           | 29:05 – P. Iannone (M. de Marchi, N. Plastino) (PP) |                | Játékvezető: Peter Lokšík |
| | 0–2           | 49:53 – A. Helfer (A. Hofer, A. Egger) (PP)         |                | Játékvezető: Peter Lokšík |

| 2011. április 17. 19:30 | Hollandia | 3–7 (0–4, 2–1, 1–2) | Magyarország | Budapest Sportaréna, Budapest Nézőszám: 7961 |

| Jegyzőkönyv | Jegyzőkönyv     | Jegyzőkönyv                                     | Jegyzőkönyv    | Jegyzőkönyv              |
| --- | --------------- | ----------------------------------------------- | -------------- | ------------------------ |
| | Phil Groeneveld | Kapusok                                         | Hetényi Zoltán | Játékvezető: Harry Dumas |
| \| \| 0–1 \| 13:53 – Sikorčin L. (Palkovics K., Kovács Cs.) \| \| \| 0–2 \| 15:56 – Horváth A. (Vas M., Ladányi B.) (PP) \| \| \| 0–3 \| 17:13 – Cs. Kovács \| \| \| 0–4 \| 18:12 – Sofron I. (Ladányi B.) \| \| \| 0–5 \| 28:35 – Sofron I. (Horváth A., Ladányi B.) (PP) \| \| 31:07 – D. Hagemeijer (PP) \| 1–5 \| \| \| 32:05 – C. van Schagen (J. Schaafsma, J. van Oorschot) \| 2–5 \| \| \| \| 2–6 \| 43:59 – Vas M. (Sofron I., Ladányi B.) \| \| \| 2–7 \| 55:43 – Vas J. (Galanisz N.) \| \| 58:56 – I. van den Heuvel (B. Teunissen, N. de Jong) \| 3–7 \| \| |                 |                                                 |                | Játékvezető: Harry Dumas |
| 8 perc | Büntetések      | 4 perc                                          |                | Játékvezető: Harry Dumas |
| 21 | Lövések         | 40                                              |                | Játékvezető: Harry Dumas |
| | 0–1             | 13:53 – Sikorčin L. (Palkovics K., Kovács Cs.)  |                | Játékvezető: Harry Dumas |
| | 0–2             | 15:56 – Horváth A. (Vas M., Ladányi B.) (PP)    |                | Játékvezető: Harry Dumas |
| | 0–3             | 17:13 – Cs. Kovács                              |                | Játékvezető: Harry Dumas |
| | 0–4             | 18:12 – Sofron I. (Ladányi B.)                  |                |                          |
| | 0–5             | 28:35 – Sofron I. (Horváth A., Ladányi B.) (PP) |                |                          |
| 31:07 – D. Hagemeijer (PP) | 1–5             |                                                 |                |                          |
| 32:05 – C. van Schagen (J. Schaafsma, J. van Oorschot) | 2–5             |                                                 |                |                          |
| | 2–6             | 43:59 – Vas M. (Sofron I., Ladányi B.)          |                |                          |
| | 2–7             | 55:43 – Vas J. (Galanisz N.)                    |                |                          |
| 58:56 – I. van den Heuvel (B. Teunissen, N. de Jong) | 3–7             |                                                 |                |                          |

| 2011. április 18. 16:00 | Olaszország | 3–2 (2–1, 1–1, 0–0) | Hollandia | Budapest Sportaréna, Budapest Nézőszám: 2820 |

| Jegyzőkönyv | Jegyzőkönyv       | Jegyzőkönyv                                          | Jegyzőkönyv   | Jegyzőkönyv                   |
| --- | ----------------- | ---------------------------------------------------- | ------------- | ----------------------------- |
| | Daniel Bellissimo | Kapusok                                              | Ian Meierdres | Játékvezető: Jimmy Bergamelli |
| \| 00:21 – L. Ansoldi (M. Souza, A. Hofer) \| 1–0 \| \| \| 03:40 – G. Scandella (A. Egger) (SH) \| 2–0 \| \| \| \| 2–1 \| 16:56 – A. Demelinne (N. de Jong, M. Dalhuisen) (PP) \| \| \| 2–2 \| 24:11 – A. Demelinne (J. Schaafsma, C. van Schagen) \| \| 26:40 – P. Iannone (A. Helfer, A. Hofer) (PP) \| 3–2 \| \| |                   |                                                      |               | Játékvezető: Jimmy Bergamelli |
| 10 perc | Büntetések        | 10 perc                                              |               | Játékvezető: Jimmy Bergamelli |
| 43 | Lövések           | 25                                                   |               | Játékvezető: Jimmy Bergamelli |
| 00:21 – L. Ansoldi (M. Souza, A. Hofer) | 1–0               |                                                      |               | Játékvezető: Jimmy Bergamelli |
| 03:40 – G. Scandella (A. Egger) (SH) | 2–0               |                                                      |               | Játékvezető: Jimmy Bergamelli |
| | 2–1               | 16:56 – A. Demelinne (N. de Jong, M. Dalhuisen) (PP) |               | Játékvezető: Jimmy Bergamelli |
| | 2–2               | 24:11 – A. Demelinne (J. Schaafsma, C. van Schagen)  |               |                               |
| 26:40 – P. Iannone (A. Helfer, A. Hofer) (PP) | 3–2               |                                                      |               |                               |

| 2011. április 18. 19:30 | Magyarország | 6–3 (3–1, 0–0, 3–2) | Dél-Korea | Budapest Sportaréna, Budapest Nézőszám: 7366 |

| Jegyzőkönyv | Jegyzőkönyv    | Jegyzőkönyv                            | Jegyzőkönyv    | Jegyzőkönyv               |
| --- | -------------- | -------------------------------------- | -------------- | ------------------------- |
| | Szuper Levente | Kapusok                                | Hyun Seung Eum | Játékvezető: Igor Dremelj |
| \| 05:08 – Vas M. (Horváth A.) \| 1–0 \| \| \| 09:39 – Holéczy R. (Magosi B., Benk A.) \| 2–0 \| \| \| \| 2–1 \| 14:58 – Lee D.K. (Lee Y.J., Kwon T.A.) \| \| 17:55 – Sofron I. (Ladányi B., Vas M.) \| 3–1 \| \| \| \| 3–2 \| 45:52 – Kim S.W. \| \| \| 3–3 \| 49:04 – Sin S.W. (Kim W.J.) \| \| 55:17 – Kóger D. \| 4–3 \| \| \| 55:24 – Sofron I. (Vas M., Ladányi B.) \| 5–3 \| \| \| 58:38 – Sofron I. (Ladányi B., Sille T.) \| 6–3 \| \| |                |                                        |                | Játékvezető: Igor Dremelj |
| 4 perc | Büntetések     | 6 perc                                 |                | Játékvezető: Igor Dremelj |
| 41 | Lövések        | 18                                     |                | Játékvezető: Igor Dremelj |
| 05:08 – Vas M. (Horváth A.) | 1–0            |                                        |                | Játékvezető: Igor Dremelj |
| 09:39 – Holéczy R. (Magosi B., Benk A.) | 2–0            |                                        |                | Játékvezető: Igor Dremelj |
| | 2–1            | 14:58 – Lee D.K. (Lee Y.J., Kwon T.A.) |                | Játékvezető: Igor Dremelj |
| 17:55 – Sofron I. (Ladányi B., Vas M.) | 3–1            |                                        |                |                           |
| | 3–2            | 45:52 – Kim S.W.                       |                |                           |
| | 3–3            | 49:04 – Sin S.W. (Kim W.J.)            |                |                           |
| 55:17 – Kóger D. | 4–3            |                                        |                |                           |
| 55:24 – Sofron I. (Vas M., Ladányi B.) | 5–3            |                                        |                |                           |
| 58:38 – Sofron I. (Ladányi B., Sille T.) | 6–3            |                                        |                |                           |

| 2011. április 20. 16:00 | Spanyolország | 2–8 (0–4, 0–2, 2–2) | Hollandia | Budapest Sportaréna, Budapest Nézőszám: 1960 |

| Jegyzőkönyv | Jegyzőkönyv                    | Jegyzőkönyv                                                  | Jegyzőkönyv     | Jegyzőkönyv               |
| --- | ------------------------------ | ------------------------------------------------------------ | --------------- | ------------------------- |
| | Ander Alcaine Jose Lois Alonso | Kapusok                                                      | Phil Groeneveld | Játékvezető: Peter Loksik |
| \| \| 0–1 \| 03:33 – J. Schaafsma (D. Hagemeijer) \| \| \| 0–2 \| 07:10 – A. Demelinne (C. van Schagen, N. de Jong) \| \| \| 0–3 \| 09:31 – D. Hagemeijer (I. van den Heuvel, P.Groeneveld) (SH) \| \| \| 0–4 \| 10:43 – M. Kars (L. Houkes, M. Bastings) \| \| \| 0–5 \| 30:46 – R. Wurm (L. Houkes, M. Bastings) \| \| \| 0–6 \| 35:14 – D. Hagemeijer (M. Kars, B. Willemse) (PP) \| \| C. Quevedo (J. Muñoz) – 44:25 \| 1–6 \| \| \| \| 1–7 \| 45:57 – R. Wurm (M. Bastings, L. Houkes) \| \| \| 1–8 \| 47:47 – M. Kars (L. van Sloun, K. Bruijsten) \| \| J. Palacin (PP) – 52:25 \| 2–8 \| \| |                                |                                                              |                 | Játékvezető: Peter Loksik |
| 12 perc | Büntetések                     | 12 perc                                                      |                 | Játékvezető: Peter Loksik |
| 22 | Lövések                        | 61                                                           |                 | Játékvezető: Peter Loksik |
| | 0–1                            | 03:33 – J. Schaafsma (D. Hagemeijer)                         |                 | Játékvezető: Peter Loksik |
| | 0–2                            | 07:10 – A. Demelinne (C. van Schagen, N. de Jong)            |                 | Játékvezető: Peter Loksik |
| | 0–3                            | 09:31 – D. Hagemeijer (I. van den Heuvel, P.Groeneveld) (SH) |                 | Játékvezető: Peter Loksik |
| | 0–4                            | 10:43 – M. Kars (L. Houkes, M. Bastings)                     |                 |                           |
| | 0–5                            | 30:46 – R. Wurm (L. Houkes, M. Bastings)                     |                 |                           |
| | 0–6                            | 35:14 – D. Hagemeijer (M. Kars, B. Willemse) (PP)            |                 |                           |
| C. Quevedo (J. Muñoz) – 44:25 | 1–6                            |                                                              |                 |                           |
| | 1–7                            | 45:57 – R. Wurm (M. Bastings, L. Houkes)                     |                 |                           |
| | 1–8                            | 47:47 – M. Kars (L. van Sloun, K. Bruijsten)                 |                 |                           |
| J. Palacin (PP) – 52:25 | 2–8                            |                                                              |                 |                           |

| 2011. április 20. 19:30 | Olaszország | 6–0 (1–0, 2–0, 3–0) | Dél-Korea | Budapest Sportaréna, Budapest Nézőszám: 2650 |

| Jegyzőkönyv | Jegyzőkönyv    | Jegyzőkönyv | Jegyzőkönyv    | Jegyzőkönyv              |
| --- | -------------- | ----------- | -------------- | ------------------------ |
| | Thomas Tragust | Kapusok     | Hyun Seung Eum | Játékvezető: Harry Dumas |
| \| 10:54 – M. Insam (A. Egger, G. Scandella) \| 1–0 \| \| \| 24:28 – G. Scandella (PP) \| 2–0 \| \| \| 35:55 – M. Insam (A. Egger, G. Scandella) \| 3–0 \| \| \| 40:46 – A. Egger (A. Helfer, M. Souza) \| 4–0 \| \| \| 52:07 – T. Larkin (P. Iannone, J. Pittis) (SH) \| 5–0 \| \| \| 58:54 – P. Iannone (R. Watson) \| 6–0 \| \| |                |             |                | Játékvezető: Harry Dumas |
| 10 perc | Büntetések     | 6 perc      |                | Játékvezető: Harry Dumas |
| 42 | Lövések        | 29          |                | Játékvezető: Harry Dumas |
| 10:54 – M. Insam (A. Egger, G. Scandella) | 1–0            |             |                | Játékvezető: Harry Dumas |
| 24:28 – G. Scandella (PP) | 2–0            |             |                | Játékvezető: Harry Dumas |
| 35:55 – M. Insam (A. Egger, G. Scandella) | 3–0            |             |                | Játékvezető: Harry Dumas |
| 40:46 – A. Egger (A. Helfer, M. Souza) | 4–0            |             |                |                          |
| 52:07 – T. Larkin (P. Iannone, J. Pittis) (SH) | 5–0            |             |                |                          |
| 58:54 – P. Iannone (R. Watson) | 6–0            |             |                |                          |

| 2011. április 22. 16:00 | Hollandia | 3–6 (1–1, 2–4, 0–1) | Dél-Korea | Budapest Sportaréna, Budapest Nézőszám: 2822 |

| Jegyzőkönyv | Jegyzőkönyv   | Jegyzőkönyv                            | Jegyzőkönyv    | Jegyzőkönyv               |
| --- | ------------- | -------------------------------------- | -------------- | ------------------------- |
| | Ian Meierdres | Kapusok                                | Hyun Seung Eum | Játékvezető: Igor Dremelj |
| \| \| 0–1 \| 03:48 – Lee Y.J. (Kim Hyeok) (SH) \| \| 18:00 – I. van den Heuvel (D. Hagemeijer) \| 1–1 \| \| \| 20:35 – J. Schaafsma (A. Demelinne, C. van Schagen) \| 2–1 \| \| \| \| 2–2 \| 21:30 – Kim W.J. (Kim S.W., Kim B.J.) \| \| \| 2–3 \| 30:19 – Kim G.H. (Kim W.J.) \| \| \| 2–4 \| 32:30 – Park W.S. (Kim H.S., Lee Y.J.) \| \| \| 2–5 \| 34:08 – Lee D.K. (Song D.H.) \| \| 36:00 – R. Wurm (K. Bruijsten, E. Tummers) \| 3–5 \| \| \| \| 3–6 \| 58:04 – Kim G.H. (Cho M.H.) \| |               |                                        |                | Játékvezető: Igor Dremelj |
| 24 perc | Büntetések    | 16 perc                                |                | Játékvezető: Igor Dremelj |
| 28 | Lövések       | 38                                     |                | Játékvezető: Igor Dremelj |
| | 0–1           | 03:48 – Lee Y.J. (Kim Hyeok) (SH)      |                | Játékvezető: Igor Dremelj |
| 18:00 – I. van den Heuvel (D. Hagemeijer) | 1–1           |                                        |                | Játékvezető: Igor Dremelj |
| 20:35 – J. Schaafsma (A. Demelinne, C. van Schagen) | 2–1           |                                        |                | Játékvezető: Igor Dremelj |
| | 2–2           | 21:30 – Kim W.J. (Kim S.W., Kim B.J.)  |                |                           |
| | 2–3           | 30:19 – Kim G.H. (Kim W.J.)            |                |                           |
| | 2–4           | 32:30 – Park W.S. (Kim H.S., Lee Y.J.) |                |                           |
| | 2–5           | 34:08 – Lee D.K. (Song D.H.)           |                |                           |
| 36:00 – R. Wurm (K. Bruijsten, E. Tummers) | 3–5           |                                        |                |                           |
| | 3–6           | 58:04 – Kim G.H. (Cho M.H.)            |                |                           |

| 2011. április 22. 19:30 | Magyarország | 13–1 (5–1, 3–0, 5–1) | Spanyolország | Budapest Sportaréna, Budapest Nézőszám: 8479 |

| Jegyzőkönyv | Jegyzőkönyv    | Jegyzőkönyv                                      | Jegyzőkönyv                    | Jegyzőkönyv                   |
| --- | -------------- | ------------------------------------------------ | ------------------------------ | ----------------------------- |
| | Hetényi Zoltán | Kapusok                                          | Ander Alcaine Jose Lois Alonso | Játékvezető: Jimmy Bergamelli |
| \| 9:15 – Pozsgai T. (Hegyi Á., Sikorčin L.) (PP) \| 1–0 \| \| \| 10:32 – Benk A. (Magosi B., Holéczy R.) \| 2–0 \| \| \| 11:24 – Horváth A. (Ladányi B., M. Vas) \| 3–0 \| \| \| 15:41 – Ladányi B. (Vas M., Horváth A.) (SH) \| 4–0 \| \| \| 16:55 – Magosi B. (Sille T., Holéczy R.) \| 5–0 \| \| \| 28:16 – Horváth A. (Ladányi B., Sofron I.) (PP) \| 6–0 \| \| \| 31:43 – Palkovics K. (Vas J., Hegyi Á.) (PP) \| 7–0 \| \| \| 35:20 – Kovács Cs. (Kóger D., Galanisz N.) \| 8–0 \| \| \| \| 8–1 \| 46:20 – J. Brabo (J. Gavilanes, C. Quevedo) (PP) \| \| 47:42 – Palkovics K. (Sikorčin L., Hegyi Á.) \| 9–1 \| \| \| 48:37 – Galanisz N. (Kovács Cs., Kóger D.) \| 10–1 \| \| \| 51:35 – Kovács Cs. (Galanisz N., Kóger D.) (PP) \| 11–1 \| \| \| 52:53 – Bartalis I. (Ladányi B., Sofron I.) \| 12–1 \| \| \| 56:39 – Sofron I.(Tokaji V., Horváth A.) (PP) \| 13–1 \| \| |                |                                                  |                                | Játékvezető: Jimmy Bergamelli |
| 8 perc | Büntetések     | 12 perc                                          |                                | Játékvezető: Jimmy Bergamelli |
| 54 | Lövések        | 13                                               |                                | Játékvezető: Jimmy Bergamelli |
| 9:15 – Pozsgai T. (Hegyi Á., Sikorčin L.) (PP) | 1–0            |                                                  |                                | Játékvezető: Jimmy Bergamelli |
| 10:32 – Benk A. (Magosi B., Holéczy R.) | 2–0            |                                                  |                                | Játékvezető: Jimmy Bergamelli |
| 11:24 – Horváth A. (Ladányi B., M. Vas) | 3–0            |                                                  |                                | Játékvezető: Jimmy Bergamelli |
| 15:41 – Ladányi B. (Vas M., Horváth A.) (SH) | 4–0            |                                                  |                                |                               |
| 16:55 – Magosi B. (Sille T., Holéczy R.) | 5–0            |                                                  |                                |                               |
| 28:16 – Horváth A. (Ladányi B., Sofron I.) (PP) | 6–0            |                                                  |                                |                               |
| 31:43 – Palkovics K. (Vas J., Hegyi Á.) (PP) | 7–0            |                                                  |                                |                               |
| 35:20 – Kovács Cs. (Kóger D., Galanisz N.) | 8–0            |                                                  |                                |                               |
| | 8–1            | 46:20 – J. Brabo (J. Gavilanes, C. Quevedo) (PP) |                                |                               |
| 47:42 – Palkovics K. (Sikorčin L., Hegyi Á.) | 9–1            |                                                  |                                |                               |
| 48:37 – Galanisz N. (Kovács Cs., Kóger D.) | 10–1           |                                                  |                                |                               |
| 51:35 – Kovács Cs. (Galanisz N., Kóger D.) (PP) | 11–1           |                                                  |                                |                               |
| 52:53 – Bartalis I. (Ladányi B., Sofron I.) | 12–1           |                                                  |                                |                               |
| 56:39 – Sofron I.(Tokaji V., Horváth A.) (PP) | 13–1           |                                                  |                                |                               |

| 2011. április 23. 16:00 | Dél-Korea | 2–3 (h.u.) (0–1, 1–0, 1–1) (h.u.: 0–1) | Spanyolország | Budapest Sportaréna, Budapest Nézőszám: 2996 |

| Jegyzőkönyv | Jegyzőkönyv    | Jegyzőkönyv                                   | Jegyzőkönyv   | Jegyzőkönyv               |
| --- | -------------- | --------------------------------------------- | ------------- | ------------------------- |
| | Eum Hyun-Seung | Kapusok                                       | Ander Alcaine | Játékvezető: Igor Dremelj |
| \| \| 0–1 \| 18:09 – JJ Palacín (B. Ribot-Tona) \| \| Kim W.J. (Kim G.H.) – 36:23 \| 1–1 \| \| \| \| 1–2 \| 45:23 – C. Quevedo (A. Pedraz) \| \| Kim W.J. – 52:55 \| 2–2 \| \| \| \| 2–3 \| 64:05 – S. Barnola (J. Brabo, A. Pedraz) (PP) \| |                |                                               |               | Játékvezető: Igor Dremelj |
| 27 perc | Büntetések     | 12 perc                                       |               | Játékvezető: Igor Dremelj |
| 59 | Lövések        | 25                                            |               | Játékvezető: Igor Dremelj |
| | 0–1            | 18:09 – JJ Palacín (B. Ribot-Tona)            |               | Játékvezető: Igor Dremelj |
| Kim W.J. (Kim G.H.) – 36:23 | 1–1            |                                               |               | Játékvezető: Igor Dremelj |
| | 1–2            | 45:23 – C. Quevedo (A. Pedraz)                |               | Játékvezető: Igor Dremelj |
| Kim W.J. – 52:55 | 2–2            |                                               |               |                           |
| | 2–3            | 64:05 – S. Barnola (J. Brabo, A. Pedraz) (PP) |               |                           |

| 2011. április 23. 19:30 | Olaszország | 4–3 (h.u.) (3–1, 0–1, 0–1) (h.u.: 1–0) | Magyarország | Budapest Sportaréna, Budapest Nézőszám: 8723 |

| Jegyzőkönyv | Jegyzőkönyv       | Jegyzőkönyv                                      | Jegyzőkönyv                   | Jegyzőkönyv              |
| --- | ----------------- | ------------------------------------------------ | ----------------------------- | ------------------------ |
| | Daniel Bellissimo | Kapusok                                          | Szuper Levente Hetényi Zoltán | Játékvezető: Harry Dumas |
| \| M. Souza (M. De Marchi) – 03:36 \| 1–0 \| \| \| G. Scandella (A. Hofer, A. Egger) – 10:00 \| 2–0 \| \| \| \| 2–1 \| 11:42 – Ladányi B. (Horváth A., Tokaji V.) (PP2) \| \| G. Scandella (A. Hofer, A. Helfer) (PP) – 19:51 \| 3–1 \| \| \| \| 3–2 \| 29:57 – Sikorcin L. (Hegyi Á., Vas J.) \| \| \| 3–3 \| 44:21 – Vas M. (Ladányi B., Sofron I.) \| \| A. Helfer (PP) – 60:56 \| 4–3 \| \| |                   |                                                  |                               | Játékvezető: Harry Dumas |
| 8 perc | Büntetések        | 12 perc                                          |                               | Játékvezető: Harry Dumas |
| 57 | Lövések           | 48                                               |                               | Játékvezető: Harry Dumas |
| M. Souza (M. De Marchi) – 03:36 | 1–0               |                                                  |                               | Játékvezető: Harry Dumas |
| G. Scandella (A. Hofer, A. Egger) – 10:00 | 2–0               |                                                  |                               | Játékvezető: Harry Dumas |
| | 2–1               | 11:42 – Ladányi B. (Horváth A., Tokaji V.) (PP2) |                               | Játékvezető: Harry Dumas |
| G. Scandella (A. Hofer, A. Helfer) (PP) – 19:51 | 3–1               |                                                  |                               |                          |
| | 3–2               | 29:57 – Sikorcin L. (Hegyi Á., Vas J.)           |                               |                          |
| | 3–3               | 44:21 – Vas M. (Ladányi B., Sofron I.)           |                               |                          |
| A. Helfer (PP) – 60:56 | 4–3               |                                                  |                               |                          |

### B csoport
| Nemzet         | M | Gy | HGy | HV | V | G+ | G- | Gk  | P  |
| -------------- | - | -- | --- | -- | - | -- | -- | --- | -- |
| Kazahsztán     | 5 | 4  | 1   | 0  | 0 | 21 | 6  | +15 | 14 |
| Nagy-Britannia | 5 | 4  | 0   | 0  | 1 | 21 | 9  | +12 | 12 |
| Ukrajna        | 5 | 3  | 0   | 1  | 1 | 19 | 12 | +7  | 10 |
| Lengyelország  | 5 | 2  | 0   | 0  | 3 | 18 | 15 | +3  | 6  |
| Litvánia       | 5 | 1  | 0   | 0  | 4 | 9  | 24 | –15 | 3  |
| Észtország     | 5 | 0  | 0   | 0  | 5 | 8  | 30 | –22 | 0  |

| 2011. április 17. 13:30 | Észtország | 1–5 (0–2, 1–1, 0–2) | Kazahsztán | Palace of Sports, Kijev Nézőszám: 1602 |

| Jegyzőkönyv | Jegyzőkönyv           | Jegyzőkönyv                                                | Jegyzőkönyv       | Jegyzőkönyv                 |
| --- | --------------------- | ---------------------------------------------------------- | ----------------- | --------------------------- |
| | Villem-Henrik Koitmaa | Kapusok                                                    | Vitaliy Yeremeyev | Játékvezető: Ruud van Baast |
| \| \| 0–1 \| 07:58 – F. Polichshuk (D. Dudarev, M. Belyayev) \| \| \| 0–2 \| 16:01 – V. Krasnoslabodtsev (T. Zhailauov, V. Vitali) (PP) \| \| 28:46 – A. Makrov (T. Suursoo, A. Nekrassov) \| 1–2 \| \| \| \| 1–3 \| 39:18 – D. Dudarev (F. Polichshuk, V. Krasnoslobodtsev) \| \| \| 1–4 \| 55:48 – T. Zhailauov (V. Krasnoslobodtsev, A. Gavrilin) \| \| \| 1–5 \| 59:08 – R. Starchenko (Y. Bumagin) \| |                       |                                                            |                   | Játékvezető: Ruud van Baast |
| 8 perc | Büntetések            | 6 perc                                                     |                   | Játékvezető: Ruud van Baast |
| 18 | Lövések               | 37                                                         |                   | Játékvezető: Ruud van Baast |
| | 0–1                   | 07:58 – F. Polichshuk (D. Dudarev, M. Belyayev)            |                   | Játékvezető: Ruud van Baast |
| | 0–2                   | 16:01 – V. Krasnoslabodtsev (T. Zhailauov, V. Vitali) (PP) |                   | Játékvezető: Ruud van Baast |
| 28:46 – A. Makrov (T. Suursoo, A. Nekrassov) | 1–2                   |                                                            |                   | Játékvezető: Ruud van Baast |
| | 1–3                   | 39:18 – D. Dudarev (F. Polichshuk, V. Krasnoslobodtsev)    |                   |                             |
| | 1–4                   | 55:48 – T. Zhailauov (V. Krasnoslobodtsev, A. Gavrilin)    |                   |                             |
| | 1–5                   | 59:08 – R. Starchenko (Y. Bumagin)                         |                   |                             |

| 2011. április 17. 17:00 | Litvánia | 1–5 (1–2, 0–2, 0–1) | Lengyelország | Palace of Sports, Kijev Nézőszám: 2813 |

| Jegyzőkönyv | Jegyzőkönyv                         | Jegyzőkönyv                                   | Jegyzőkönyv        | Jegyzőkönyv             |
| --- | ----------------------------------- | --------------------------------------------- | ------------------ | ----------------------- |
| | Nerijus Dauksevicius Mantas Armalis | Kapusok                                       | Rafal Radziszewski | Játékvezető: Jan Hribik |
| \| \| 0–1 \| 09:19 – M. Danieluk (M. Kotlorz) (PP) \| \| 12:21 – P. Rulevičius (M. Kieras) (PP) \| 1–1 \| \| \| \| 1–2 \| 15:00 – J. Witecki (G. Pasiut) (PP) \| \| \| 1–3 \| 38:38 – J. Rzeszutko (P. Noworyta) (SH) \| \| \| 1–4 \| 39:38 – M. Luposki (M. Kolusz) \| \| \| 1–5 \| 51:02 – M. Kolusz (M. Kotlorz, R. Dutka) (PP) \| |                                     |                                               |                    | Játékvezető: Jan Hribik |
| 14 perc | Büntetések                          | 12 perc                                       |                    | Játékvezető: Jan Hribik |
| 20 | Lövések                             | 31                                            |                    | Játékvezető: Jan Hribik |
| | 0–1                                 | 09:19 – M. Danieluk (M. Kotlorz) (PP)         |                    | Játékvezető: Jan Hribik |
| 12:21 – P. Rulevičius (M. Kieras) (PP) | 1–1                                 |                                               |                    | Játékvezető: Jan Hribik |
| | 1–2                                 | 15:00 – J. Witecki (G. Pasiut) (PP)           |                    | Játékvezető: Jan Hribik |
| | 1–3                                 | 38:38 – J. Rzeszutko (P. Noworyta) (SH)       |                    |                         |
| | 1–4                                 | 39:38 – M. Luposki (M. Kolusz)                |                    |                         |
| | 1–5                                 | 51:02 – M. Kolusz (M. Kotlorz, R. Dutka) (PP) |                    |                         |

| 2011. április 17. 20:30 | Nagy-Britannia | 5–3 (0–1, 3–2, 2–0) | Ukrajna | Palace of Sports, Kijev Nézőszám: 6213 |

| Jegyzőkönyv | Jegyzőkönyv    | Jegyzőkönyv                                                    | Jegyzőkönyv        | Jegyzőkönyv                 |
| --- | -------------- | -------------------------------------------------------------- | ------------------ | --------------------------- |
| | Stephen Murphy | Kapusok                                                        | Kostiantyn Simchuk | Játékvezető: Richard Schütz |
| \| \| 0–1 \| 11:40 – O. Pobyedonostsev (V. Lyutkevych, O. Materukhin) (PP2) \| \| 24:15 – D. Clarke (G. Owen, J. Hutchins) \| 1–1 \| \| \| \| 1–2 \| 26:12 – O. Tymchenko (O. Shafarenko, O. Materukhin) (PP) \| \| 31:11 – R. Dowd (A. Tait, J. Hewitt) \| 2–2 \| \| \| 36:22 – D. Clarke (J. Hutchins, G. Owen) \| 3–2 \| \| \| \| 3–3 \| 38:03 – O. Pobyedonostsev (O. Materukhin, O. Tymchenko) \| \| 43:05 – C. Shields (J. Weaver, D. Longstaff) (PP) \| 4–3 \| \| \| 52:24 – J. Phillips (R. Cowley, D. Meyers) \| 5–3 \| \| |                |                                                                |                    | Játékvezető: Richard Schütz |
| 20 perc | Büntetések     | 26 perc                                                        |                    | Játékvezető: Richard Schütz |
| 21 | Lövések        | 27                                                             |                    | Játékvezető: Richard Schütz |
| | 0–1            | 11:40 – O. Pobyedonostsev (V. Lyutkevych, O. Materukhin) (PP2) |                    | Játékvezető: Richard Schütz |
| 24:15 – D. Clarke (G. Owen, J. Hutchins) | 1–1            |                                                                |                    | Játékvezető: Richard Schütz |
| | 1–2            | 26:12 – O. Tymchenko (O. Shafarenko, O. Materukhin) (PP)       |                    | Játékvezető: Richard Schütz |
| 31:11 – R. Dowd (A. Tait, J. Hewitt) | 2–2            |                                                                |                    |                             |
| 36:22 – D. Clarke (J. Hutchins, G. Owen) | 3–2            |                                                                |                    |                             |
| | 3–3            | 38:03 – O. Pobyedonostsev (O. Materukhin, O. Tymchenko)        |                    |                             |
| 43:05 – C. Shields (J. Weaver, D. Longstaff) (PP) | 4–3            |                                                                |                    |                             |
| 52:24 – J. Phillips (R. Cowley, D. Meyers) | 5–3            |                                                                |                    |                             |

| 2011. április 18. 13:30 | Lengyelország | 8–3 (1–0, 2–1, 5–2) | Észtország | Palace of Sports, Kijev Nézőszám: 875 |

| Jegyzőkönyv | Jegyzőkönyv        | Jegyzőkönyv                                 | Jegyzőkönyv                              | Jegyzőkönyv                 |
| --- | ------------------ | ------------------------------------------- | ---------------------------------------- | --------------------------- |
| | Rafal Radziszewski | Kapusok                                     | Villem-Henrik Koitmaa Aleksandr Kolossov | Játékvezető: Richard Schütz |
| \| 05:47 – K. Zapala (P. Dronia, M. Kolusz) \| 1–0 \| \| \| \| 1–1 \| 21:00 – A. Petrov (A. Ossipov, K. Kaljuste) \| \| 23:58 – M. Lopuski (M. Kolusz) \| 2–1 \| \| \| 36:55 – M. Urbanowicz \| 3–1 \| \| \| 41:03 – M. Luposki (L. Laszkievicz, K. Zapala) \| 4–1 \| \| \| 42:37 – M. Kolusz (K. Zapala, P. Dronia) \| 5–1 \| \| \| 49:18 – J. Rzeszutko (M. Luposki) (SH) \| 6–1 \| \| \| 52:39 – K. Dziubinski (L. Laszkiewicz, G. Pasiut) \| 7–1 \| \| \| 54:42 – G. Pasiut (L. Laszkiewicz) \| 8–1 \| \| \| \| 8–2 \| 55:37 – A. Sibirtsev \| \| \| 8–3 \| 58:01 – D. Suur (A. Makrov) \| |                    |                                             |                                          | Játékvezető: Richard Schütz |
| 6 perc | Büntetések         | 4 perc                                      |                                          | Játékvezető: Richard Schütz |
| 39 | Lövések            | 22                                          |                                          | Játékvezető: Richard Schütz |
| 05:47 – K. Zapala (P. Dronia, M. Kolusz) | 1–0                |                                             |                                          | Játékvezető: Richard Schütz |
| | 1–1                | 21:00 – A. Petrov (A. Ossipov, K. Kaljuste) |                                          | Játékvezető: Richard Schütz |
| 23:58 – M. Lopuski (M. Kolusz) | 2–1                |                                             |                                          | Játékvezető: Richard Schütz |
| 36:55 – M. Urbanowicz | 3–1                |                                             |                                          |                             |
| 41:03 – M. Luposki (L. Laszkievicz, K. Zapala) | 4–1                |                                             |                                          |                             |
| 42:37 – M. Kolusz (K. Zapala, P. Dronia) | 5–1                |                                             |                                          |                             |
| 49:18 – J. Rzeszutko (M. Luposki) (SH) | 6–1                |                                             |                                          |                             |
| 52:39 – K. Dziubinski (L. Laszkiewicz, G. Pasiut) | 7–1                |                                             |                                          |                             |
| 54:42 – G. Pasiut (L. Laszkiewicz) | 8–1                |                                             |                                          |                             |
| | 8–2                | 55:37 – A. Sibirtsev                        |                                          |                             |
| | 8–3                | 58:01 – D. Suur (A. Makrov)                 |                                          |                             |

| 2011. április 18. 17:00 | Kazahsztán | 2–1 (0–1, 1–0, 1–0) | Nagy-Britannia | Palace of Sports, Kijev Nézőszám: 2119 |

| Jegyzőkönyv | Jegyzőkönyv       | Jegyzőkönyv                                | Jegyzőkönyv    | Jegyzőkönyv             |
| --- | ----------------- | ------------------------------------------ | -------------- | ----------------------- |
| | Vitaliy Yeremeyev | Kapusok                                    | Stephen Murphy | Játékvezető: Jan Hribik |
| \| \| 0–1 \| 14:46 – D. Longstaff (P. Hill, C. Shields) \| \| 29:08 – A. Gavrilin (V. Novopashin, V. Krasnoslobodtsev) \| 1–1 \| \| \| 54:34 – D. Dudarev (F. Polishuk) \| 2–1 \| \| |                   |                                            |                | Játékvezető: Jan Hribik |
| 10 perc | Büntetések        | 8 perc                                     |                | Játékvezető: Jan Hribik |
| 32 | Lövések           | 14                                         |                | Játékvezető: Jan Hribik |
| | 0–1               | 14:46 – D. Longstaff (P. Hill, C. Shields) |                | Játékvezető: Jan Hribik |
| 29:08 – A. Gavrilin (V. Novopashin, V. Krasnoslobodtsev) | 1–1               |                                            |                | Játékvezető: Jan Hribik |
| 54:34 – D. Dudarev (F. Polishuk) | 2–1               |                                            |                | Játékvezető: Jan Hribik |

| 2011. április 18. 20:30 | Ukrajna | 5–1 (2–0, 1–1, 2–0) | Litvánia | Palace of Sports, Kijev Nézőszám: 3675 |

| Jegyzőkönyv | Jegyzőkönyv       | Jegyzőkönyv                       | Jegyzőkönyv    | Jegyzőkönyv              |
| --- | ----------------- | --------------------------------- | -------------- | ------------------------ |
| | Olexander Fedorov | Kapusok                           | Mantas Armalis | Játékvezető: David Lewis |
| \| 02:33 – D. Nimenko (A. Mikhnov) \| 1–0 \| \| \| 14:28 – O. Pobyedonostsev (V. Lyutkevych, O. Shafarenko) (PP) \| 2–0 \| \| \| \| 2–1 \| 22:11 – M. Kieras (N. Alisauskas) \| \| 37:33 – O. Materukhin (V. Lyutkevych, A. Sryubko) \| 3–1 \| \| \| 44:43 – S. Chernenko (D. Nimenko) \| 4–1 \| \| \| 46:18 – O. Shafarenko (O. Tymchenko, O. Pobyedonostsev) \| 5–1 \| \| |                   |                                   |                | Játékvezető: David Lewis |
| 16 perc | Büntetések        | 12 perc                           |                | Játékvezető: David Lewis |
| 34 | Lövések           | 24                                |                | Játékvezető: David Lewis |
| 02:33 – D. Nimenko (A. Mikhnov) | 1–0               |                                   |                | Játékvezető: David Lewis |
| 14:28 – O. Pobyedonostsev (V. Lyutkevych, O. Shafarenko) (PP) | 2–0               |                                   |                | Játékvezető: David Lewis |
| | 2–1               | 22:11 – M. Kieras (N. Alisauskas) |                | Játékvezető: David Lewis |
| 37:33 – O. Materukhin (V. Lyutkevych, A. Sryubko) | 3–1               |                                   |                |                          |
| 44:43 – S. Chernenko (D. Nimenko) | 4–1               |                                   |                |                          |
| 46:18 – O. Shafarenko (O. Tymchenko, O. Pobyedonostsev) | 5–1               |                                   |                |                          |

| 2011. április 20. 13:30 | Kazahsztán | 7–0 (2–0, 3–0, 2–0) | Litvánia | Palace of Sports, Kijev Nézőszám: 1002 |

| Jegyzőkönyv | Jegyzőkönyv     | Jegyzőkönyv | Jegyzőkönyv        | Jegyzőkönyv                 |
| --- | --------------- | ----------- | ------------------ | --------------------------- |
| | Vitali Kolesnik | Kapusok     | Nerius Dausevicius | Játékvezető: Ruud van Baast |
| \| 03:05 – T. Zhailauov (A. Gavrilin, V. Krasnoslobodtsev) \| 1–0 \| \| \| 07:13 – Y. Bumagin (A. Vassilchenko, K. Pushkaryov) \| 2–0 \| \| \| 26:54 – Y. Bumagin (A. Vassilchenko, K. Romanov) \| 3–0 \| \| \| 30:26 – K. Romanov (K. Pushkaryov, A. Lakiza) \| 4–0 \| \| \| 31:04 – R. Starchenko (T. Zhailauov, A. Troshinski) \| 5–0 \| \| \| 53:45 – T. Zhailauov (A. Troshinski, A. Gavrilin) (PP) \| 6–0 \| \| \| 55:58 – M. Khudyakov (R. Savchenko, Y. Fadeyev) \| 7–0 \| \| |                 |             |                    | Játékvezető: Ruud van Baast |
| 4 perc | Büntetések      | 16 perc     |                    | Játékvezető: Ruud van Baast |
| 41 | Lövések         | 12          |                    | Játékvezető: Ruud van Baast |
| 03:05 – T. Zhailauov (A. Gavrilin, V. Krasnoslobodtsev) | 1–0             |             |                    | Játékvezető: Ruud van Baast |
| 07:13 – Y. Bumagin (A. Vassilchenko, K. Pushkaryov) | 2–0             |             |                    | Játékvezető: Ruud van Baast |
| 26:54 – Y. Bumagin (A. Vassilchenko, K. Romanov) | 3–0             |             |                    | Játékvezető: Ruud van Baast |
| 30:26 – K. Romanov (K. Pushkaryov, A. Lakiza) | 4–0             |             |                    |                             |
| 31:04 – R. Starchenko (T. Zhailauov, A. Troshinski) | 5–0             |             |                    |                             |
| 53:45 – T. Zhailauov (A. Troshinski, A. Gavrilin) (PP) | 6–0             |             |                    |                             |
| 55:58 – M. Khudyakov (R. Savchenko, Y. Fadeyev) | 7–0             |             |                    |                             |

| 2011. április 20. 17:00 | Észtország | 0–7 (0–7, 0–0, 0–0) | Nagy-Britannia | Palace of Sports, Kijev Nézőszám: 1248 |

| Jegyzőkönyv | Jegyzőkönyv                              | Jegyzőkönyv                                      | Jegyzőkönyv                 | Jegyzőkönyv              |
| --- | ---------------------------------------- | ------------------------------------------------ | --------------------------- | ------------------------ |
| | Villem-Henrik Koitmaa Aleksandr Kolossov | Kapusok                                          | Stephen Murphy Nathan Craze | Játékvezető: David Lewis |
| \| \| 0–1 \| 03:06 – P. Hill (C. Shields, M. Richardson) (PP) \| \| \| 0–2 \| 04:59 – A. Tait (R. Dowd) \| \| \| 0–3 \| 08:19 – D. Longstaff (J. Weaver) \| \| \| 0–4 \| 08:45 – D. Phillips (J. Hutchins, B. O'Connor) \| \| \| 0–5 \| 10:41 – D. Clarke (R. Lachowicz, G. Owen) \| \| \| 0–6 \| 18:17 – B. O'Connor (D. Clarke, G. Owen) \| \| \| 0–7 \| 19:42 – R. Dowd (J. Weaver, S. Murphy) (PP) \| |                                          |                                                  |                             | Játékvezető: David Lewis |
| 8 perc | Büntetések                               | 4 perc                                           |                             | Játékvezető: David Lewis |
| 24 | Lövések                                  | 20                                               |                             | Játékvezető: David Lewis |
| | 0–1                                      | 03:06 – P. Hill (C. Shields, M. Richardson) (PP) |                             | Játékvezető: David Lewis |
| | 0–2                                      | 04:59 – A. Tait (R. Dowd)                        |                             | Játékvezető: David Lewis |
| | 0–3                                      | 08:19 – D. Longstaff (J. Weaver)                 |                             | Játékvezető: David Lewis |
| | 0–4                                      | 08:45 – D. Phillips (J. Hutchins, B. O'Connor)   |                             |                          |
| | 0–5                                      | 10:41 – D. Clarke (R. Lachowicz, G. Owen)        |                             |                          |
| | 0–6                                      | 18:17 – B. O'Connor (D. Clarke, G. Owen)         |                             |                          |
| | 0–7                                      | 19:42 – R. Dowd (J. Weaver, S. Murphy) (PP)      |                             |                          |

| 2011. április 20. 20:30 | Ukrajna | 4–1 (1–0, 3–1, 0–0) | Lengyelország | Palace of Sports, Kijev Nézőszám: 6676 |

| Jegyzőkönyv | Jegyzőkönyv        | Jegyzőkönyv            | Jegyzőkönyv                           | Jegyzőkönyv             |
| --- | ------------------ | ---------------------- | ------------------------------------- | ----------------------- |
| | Kostiantyn Simchuk | Kapusok                | Rafal Radziszewski Przemyslaw Odrobny | Játékvezető: Jan Hribik |
| \| 14:47 – A. Mikhnov (V. Shakhraichuk, S. Klymentyev) (PP) \| 1–0 \| \| \| 23:54 – O. Shafarenko (V. Lyutkevych) \| 2–0 \| \| \| 34:37 – O. Tymchenko (O. Shafarenko, O. Materukhin) \| 3–0 \| \| \| \| 3–1 \| 39:23 – G. Pasiut (SH) \| \| 39:58 – O. Shafarenko (O. Materukhin, O. Tymchenko) (PP) \| 4–1 \| \| |                    |                        |                                       | Játékvezető: Jan Hribik |
| 10 perc | Büntetések         | 12 perc                |                                       | Játékvezető: Jan Hribik |
| 33 | Lövések            | 25                     |                                       | Játékvezető: Jan Hribik |
| 14:47 – A. Mikhnov (V. Shakhraichuk, S. Klymentyev) (PP) | 1–0                |                        |                                       | Játékvezető: Jan Hribik |
| 23:54 – O. Shafarenko (V. Lyutkevych) | 2–0                |                        |                                       | Játékvezető: Jan Hribik |
| 34:37 – O. Tymchenko (O. Shafarenko, O. Materukhin) | 3–0                |                        |                                       | Játékvezető: Jan Hribik |
| | 3–1                | 39:23 – G. Pasiut (SH) |                                       |                         |
| 39:58 – O. Shafarenko (O. Materukhin, O. Tymchenko) (PP) | 4–1                |                        |                                       |                         |

| 2011. április 21. 13:30 | Nagy-Britannia | 5–2 (4–0, 1–1, 0–1) | Litvánia | Palace of Sports, Kijev Nézőszám: 714 |

| Jegyzőkönyv | Jegyzőkönyv    | Jegyzőkönyv                                           | Jegyzőkönyv    | Jegyzőkönyv                 |
| --- | -------------- | ----------------------------------------------------- | -------------- | --------------------------- |
| | Stephen Murphy | Kapusok                                               | Mantas Armalis | Játékvezető: Richard Schütz |
| \| M. Myers (J. Hutchins, D. Phillips) – 02:31 \| 1–0 \| \| \| B. O' Connor (C. Neilson, J. Weaver) (PP) – 13:26 \| 2–0 \| \| \| D. Longstaff (J. Weaver, C. Neilson) – 16:59 \| 3–0 \| \| \| D. Clarke (PS) – 19:24 \| 4–0 \| \| \| C. Neilson (D. Longstaff, R. Lachowicz) – 30:12 \| 5–0 \| \| \| \| 5–1 \| 32:56 – D. Lelėnas (D. Pliskauskas) (SH) \| \| \| 5–2 \| 50:14 – D. Pliskauskas (M. Kieras, D. Vaiciukevicius) \| |                |                                                       |                | Játékvezető: Richard Schütz |
| 18 perc | Büntetések     | 22 perc                                               |                | Játékvezető: Richard Schütz |
| 30 | Lövések        | 24                                                    |                | Játékvezető: Richard Schütz |
| M. Myers (J. Hutchins, D. Phillips) – 02:31 | 1–0            |                                                       |                | Játékvezető: Richard Schütz |
| B. O' Connor (C. Neilson, J. Weaver) (PP) – 13:26 | 2–0            |                                                       |                | Játékvezető: Richard Schütz |
| D. Longstaff (J. Weaver, C. Neilson) – 16:59 | 3–0            |                                                       |                | Játékvezető: Richard Schütz |
| D. Clarke (PS) – 19:24 | 4–0            |                                                       |                |                             |
| C. Neilson (D. Longstaff, R. Lachowicz) – 30:12 | 5–0            |                                                       |                |                             |
| | 5–1            | 32:56 – D. Lelėnas (D. Pliskauskas) (SH)              |                |                             |
| | 5–2            | 50:14 – D. Pliskauskas (M. Kieras, D. Vaiciukevicius) |                |                             |

| 2011. április 21. 17:00 | Lengyelország | 2–4 (0–2, 0–1, 2–1) | Kazahsztán | Palace of Sports, Kijev Nézőszám: 1538 |

| Jegyzőkönyv | Jegyzőkönyv        | Jegyzőkönyv                                           | Jegyzőkönyv       | Jegyzőkönyv              |
| --- | ------------------ | ----------------------------------------------------- | ----------------- | ------------------------ |
| | Przemyslaw Odrobny | Kapusok                                               | Vitaliy Yeremeyev | Játékvezető: David Lewis |
| \| \| 0–1 \| 05:57 – M. Belyayev (F. Polishuk, D. Dudarev) \| \| \| 0–2 \| 11:37 – R. Savchenko (R. Starchenko, Y. Fadeyev) (PP) \| \| \| 0–3 \| 34:58 – K. Pushkaryov (R. Starchenko, K. Romanov) \| \| M. Urbanowicz (J. Rzeszutko) – 41:06 \| 1–3 \| \| \| L. Laszkiewicz (G. Pasiut, P. Noworyta) (PP) – 50:06 \| 2–3 \| \| \| \| 2–4 \| 59:08 – M. Semyonov (SH, ENG) \| |                    |                                                       |                   | Játékvezető: David Lewis |
| 8 perc | Büntetések         | 8 perc                                                |                   | Játékvezető: David Lewis |
| 25 | Lövések            | 27                                                    |                   | Játékvezető: David Lewis |
| | 0–1                | 05:57 – M. Belyayev (F. Polishuk, D. Dudarev)         |                   | Játékvezető: David Lewis |
| | 0–2                | 11:37 – R. Savchenko (R. Starchenko, Y. Fadeyev) (PP) |                   | Játékvezető: David Lewis |
| | 0–3                | 34:58 – K. Pushkaryov (R. Starchenko, K. Romanov)     |                   | Játékvezető: David Lewis |
| M. Urbanowicz (J. Rzeszutko) – 41:06 | 1–3                |                                                       |                   |                          |
| L. Laszkiewicz (G. Pasiut, P. Noworyta) (PP) – 50:06 | 2–3                |                                                       |                   |                          |
| | 2–4                | 59:08 – M. Semyonov (SH, ENG)                         |                   |                          |

| 2011. április 21. 20:30 | Ukrajna | 5–2 (1–0, 4–2, 0–0) | Észtország | Palace of Sports, Kijev Nézőszám: 5238 |

| Jegyzőkönyv | Jegyzőkönyv       | Jegyzőkönyv                                | Jegyzőkönyv           | Jegyzőkönyv                 |
| --- | ----------------- | ------------------------------------------ | --------------------- | --------------------------- |
| | Olexander Fedorov | Kapusok                                    | Villem-Henrik Koitmaa | Játékvezető: Ruud van Baast |
| \| V. Shakhraichuk (A. Mikhnov, S. Klymentyev) (PP) – 17:27 \| 1–0 \| \| \| O. Tymchenko (O. Materukhin, A. Sryubko) – 23:15 \| 2–0 \| \| \| \| 2–1 \| 24:21 – A. Makrov \| \| S. Klymentyev (D. Tsyrul, V. Shakhraichuk) – 24:59 \| 3–1 \| \| \| O. Materukhin (O. Shafarenko, V. Lyutkevych) (PP) – 33:37 \| 4–1 \| \| \| \| 4–2 \| 37:17 – A. Makrov (L. Lahesalu, A. Petrov) \| \| O. Materukhin (O. Shafarenko, V. Lyutkevych) (SH) – 39:06 \| 5–2 \| \| |                   |                                            |                       | Játékvezető: Ruud van Baast |
| 6 perc | Büntetések        | 12 perc                                    |                       | Játékvezető: Ruud van Baast |
| 47 | Lövések           | 14                                         |                       | Játékvezető: Ruud van Baast |
| V. Shakhraichuk (A. Mikhnov, S. Klymentyev) (PP) – 17:27 | 1–0               |                                            |                       | Játékvezető: Ruud van Baast |
| O. Tymchenko (O. Materukhin, A. Sryubko) – 23:15 | 2–0               |                                            |                       | Játékvezető: Ruud van Baast |
| | 2–1               | 24:21 – A. Makrov                          |                       | Játékvezető: Ruud van Baast |
| S. Klymentyev (D. Tsyrul, V. Shakhraichuk) – 24:59 | 3–1               |                                            |                       |                             |
| O. Materukhin (O. Shafarenko, V. Lyutkevych) (PP) – 33:37 | 4–1               |                                            |                       |                             |
| | 4–2               | 37:17 – A. Makrov (L. Lahesalu, A. Petrov) |                       |                             |
| O. Materukhin (O. Shafarenko, V. Lyutkevych) (SH) – 39:06 | 5–2               |                                            |                       |                             |

| 2011. április 23. 12:30 | Litvánia | 5–2 (2–1, 1–1, 2–0) | Észtország | Palace of Sports, Kijev Nézőszám: 892 |

| Jegyzőkönyv | Jegyzőkönyv    | Jegyzőkönyv                                       | Jegyzőkönyv           | Jegyzőkönyv                 |
| --- | -------------- | ------------------------------------------------- | --------------------- | --------------------------- |
| | Mantas Armalis | Kapusok                                           | Villem-Henrik Koitmaa | Játékvezető: Richard Schütz |
| \| M. Kieras (E. Bauba, D. Kumeliauskas) (PP) – 05:12 \| 1–0 \| \| \| A. Katulis (P. Rulevičius, D. Kumeliauskas) (PP) – 09:49 \| 2–0 \| \| \| \| 2–1 \| 19:17 – V. Titarenko (A. Sibirtsev, A. Nekrassov) \| \| P. Verenis (A. Bosas) – 31:57 \| 3–1 \| \| \| \| 3–2 \| 35:20 – T. Suursoo (A. Petrov, A. Makrov) \| \| D. Kumeliauskas (E. Bauba, P. Rulevičius) – 48:28 \| 4–2 \| \| \| P. Verenis (A. Bosas) (ENG) – 58:58 \| 5–2 \| \| |                |                                                   |                       | Játékvezető: Richard Schütz |
| 8 perc | Büntetések     | 18 perc                                           |                       | Játékvezető: Richard Schütz |
| 35 | Lövések        | 31                                                |                       | Játékvezető: Richard Schütz |
| M. Kieras (E. Bauba, D. Kumeliauskas) (PP) – 05:12 | 1–0            |                                                   |                       | Játékvezető: Richard Schütz |
| A. Katulis (P. Rulevičius, D. Kumeliauskas) (PP) – 09:49 | 2–0            |                                                   |                       | Játékvezető: Richard Schütz |
| | 2–1            | 19:17 – V. Titarenko (A. Sibirtsev, A. Nekrassov) |                       | Játékvezető: Richard Schütz |
| P. Verenis (A. Bosas) – 31:57 | 3–1            |                                                   |                       |                             |
| | 3–2            | 35:20 – T. Suursoo (A. Petrov, A. Makrov)         |                       |                             |
| D. Kumeliauskas (E. Bauba, P. Rulevičius) – 48:28 | 4–2            |                                                   |                       |                             |
| P. Verenis (A. Bosas) (ENG) – 58:58 | 5–2            |                                                   |                       |                             |

| 2011. április 23. 16:00 | Lengyelország | 2–3 (1–2, 1–0, 0–1) | Nagy-Britannia | Palace of Sports, Kijev Nézőszám: 1754 |

| Jegyzőkönyv | Jegyzőkönyv        | Jegyzőkönyv                                      | Jegyzőkönyv    | Jegyzőkönyv             |
| --- | ------------------ | ------------------------------------------------ | -------------- | ----------------------- |
| | Rafal Radziszewski | Kapusok                                          | Stephen Murphy | Játékvezető: Jan Hribik |
| \| F. Drzewiecki (K. Dziubinski, M. Urbanowicz) – 06:51 \| 1–0 \| \| \| \| 1–1 \| 13:15 – J. Weaver (D. Longstaff, A. Tait) (PP) \| \| \| 1–2 \| 13:55 – R. Cowley (D. Clarke, M. Myers) \| \| K. Dziubinski (M. Kotlorz, M. Kolusz) – 33:36 \| 2–2 \| \| \| \| 2–3 \| 53:04 – B. O' Connor (D. Clarke, J. Weaver) (PP) \| |                    |                                                  |                | Játékvezető: Jan Hribik |
| 6 perc | Büntetések         | 8 perc                                           |                | Játékvezető: Jan Hribik |
| 37 | Lövések            | 20                                               |                | Játékvezető: Jan Hribik |
| F. Drzewiecki (K. Dziubinski, M. Urbanowicz) – 06:51 | 1–0                |                                                  |                | Játékvezető: Jan Hribik |
| | 1–1                | 13:15 – J. Weaver (D. Longstaff, A. Tait) (PP)   |                | Játékvezető: Jan Hribik |
| | 1–2                | 13:55 – R. Cowley (D. Clarke, M. Myers)          |                | Játékvezető: Jan Hribik |
| K. Dziubinski (M. Kotlorz, M. Kolusz) – 33:36 | 2–2                |                                                  |                |                         |
| | 2–3                | 53:04 – B. O' Connor (D. Clarke, J. Weaver) (PP) |                |                         |

| 2011. április 23. 19:30 | Kazahsztán | 3–2 (h.u.) (0–0, 1–1, 1–1) (h.u.: 1–0) | Ukrajna | Palace of Sports, Kijev Nézőszám: 6837 |

| Jegyzőkönyv | Jegyzőkönyv       | Jegyzőkönyv                                             | Jegyzőkönyv        | Jegyzőkönyv              |
| --- | ----------------- | ------------------------------------------------------- | ------------------ | ------------------------ |
| | Vitaliy Yeremeyev | Kapusok                                                 | Kostiantyn Simchuk | Játékvezető: David Lewis |
| \| M. Belyayev (PP) – 31:11 \| 1–0 \| \| \| \| 1–1 \| 39:40 – Y. Navarenko (V. Shakhraichuk, A. Mikhnov) (PP) \| \| \| 1–2 \| 45:08 – O. Tymchenko (V. Lyutkevych, O. Pobyedonostsev) \| \| A. Gavrilin (A. Troshinski, K. Pushkaryov) – 52:22 \| 2–2 \| \| \| F. Polishuk (D. Dudarev, A. Koledayev) – 62:01 \| 3–2 \| \| |                   |                                                         |                    | Játékvezető: David Lewis |
| 12 perc | Büntetések        | 26 perc                                                 |                    | Játékvezető: David Lewis |
| 31 | Lövések           | 23                                                      |                    | Játékvezető: David Lewis |
| M. Belyayev (PP) – 31:11 | 1–0               |                                                         |                    | Játékvezető: David Lewis |
| | 1–1               | 39:40 – Y. Navarenko (V. Shakhraichuk, A. Mikhnov) (PP) |                    | Játékvezető: David Lewis |
| | 1–2               | 45:08 – O. Tymchenko (V. Lyutkevych, O. Pobyedonostsev) |                    | Játékvezető: David Lewis |
| A. Gavrilin (A. Troshinski, K. Pushkaryov) – 52:22 | 2–2               |                                                         |                    |                          |
| F. Polishuk (D. Dudarev, A. Koledayev) – 62:01 | 3–2               |                                                         |                    |                          |